# Ibrīq

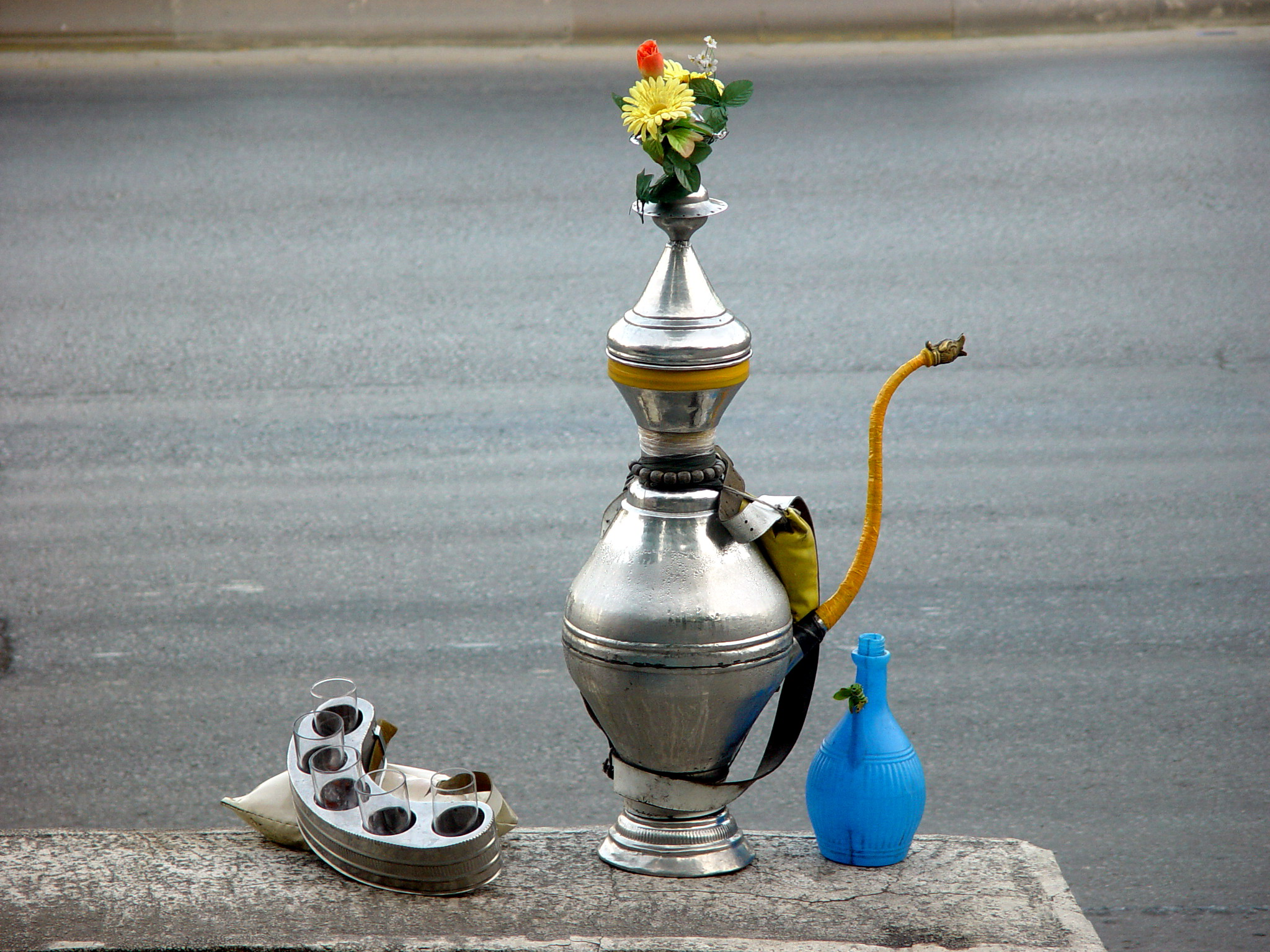
İbrik, türkische Wasserkanne aus Edelstahl, wie sie Wasserverkäufer in Istanbul tragen. Herkunft Zeyrek, ein Stadtteil in Fatih.

Ibrīq, auch Ibrik (arabisch إبريق, DMG ibrīq ‚Krug, Kanne‘, Plural abārīq, von persisch آبریز âbriz, ‚Wassereinzugsgebiet‘, auch ‚Eimer‘, ‚Waschbecken für religiöse Waschungen‘) bezeichnet in der islamischen Kunst zunächst einmal Krüge im Allgemeinen, unabhängig von der Funktion oder den bei der Herstellung verwendeten Materialien, obwohl der Begriff hauptsächlich für solche Art von abārīq verwendet wurde, die zum Ausgießen von Wasser oder Wein dienten.
Neben der arabischen Wortbildung wurde der Begriff in anderen Sprachen übernommen, erlebte hierbei jedoch teilweise einen Bedeutungswandel: Von Rumänisch ibric, Griechisch briki (μπρίκι), Türkisch ıbrik bis Tigrinya ʾabriq bezeichnet das Wort in anderen Sprachen eine Henkelkanne oder einen Henkelkrug für Wasser, Kaffee oder Tee mit einem dünnen Ausguss. Ferner wird darunter ein Metallkännchen zum Kochen von Mokka über dem offenen Feuer in der arabischen und türkischen Küche sowie in der Balkanküche verstanden. Auf Türkisch heißt dieses Kännchen cezve. Andere Bezeichnungen für spezielle Arten von Krügen sind außerdem kubra oder bulbula.
Bei der islamischen rituellen Waschung (wudū') wird Wasser aus dem ibrīq über die Hände gegossen und in einer Schüssel (ṭast, auch ṭišt) aufgefangen. Früharabische Dichter wie Abu Nuwas priesen – sich auf den Koran berufend – den Wein, der aus den abārīq ausgeschenkt wurde. Einfache Wasserkrüge bestanden früher aus Ton, andere waren aus Kupferblech getrieben und verzinnt. Die an den orientalischen Höfen verwendeten, elegant geschwungenen bauchigen Kannen wurden häufig aus Kupfer oder Messing gefertigt, das mit Silber in feinen floralen Mustern tauschiert war.

## Hinweis im Koran und Entstehung, Merkmale
Die Pluralform abārīq kommt bereits im Koran vor und bezeichnet die Trinkgefäße im Paradies:

«بِأَكْوَابٍ وَأَبَارِيقَ وَكَأْسٍ مِن مَّعِينٍ»

„bi-akwābin wa-abāriqa wa-kaʾsin min maʿīnin“

„mit Humpen und Kannen (voll Wein?) und einem Becher (voll) von Quellwasser (zum Beimischen?),“

### Entstehung
Die genaue Erforschung der Entstehung und des exakten geographischen Ursprungs der abārīq steht noch aus. Grundsätzlich kann jedoch von fünf Urtypen ausgegangen werden, die sich aus sassanidischen und soghdianischen Prototypen entwickelten und schließlich zu den islamisch geprägten Formen entwickelten, die heute bekannt sind.

### Merkmale
Charakteristische Merkmale sind vor allem ein schwerer Boden, die Betonung des unteren Teils in der frühen Phase der Entwicklung und anschließend die Betonung der Schultern des Kruges, Formen, bei denen die Übergänge zwischen den Fuß, Nacken und Mund hervorgehoben wurden bis hin zu Facettierungen. Bei manchen Typen ist der Boden mit Füssen versehen. 
Der "Marwān"-Krug in Kairo repräsentiert eine weitere Art von Krügen. Ob ein Zusammenhang mit dem Umayyadenkalifen Marwan I. besteht, ist nicht erwiesen.
Zwischen dem 5. und 7. islamischen Jahrhundert wurden in Chorasan und Transoxanien bronzene Krüge mit Ausgüssen im Stil von Öllampen hergestellt. In Mosul, Damaskus und Kairo wurden ab dem 7. islamischen Jahrhundert reichlich verzierte, birnenförmige Krüge, mit einem zylindrischen Nacken und geradem Ausguss aus Messing hergestellt. Hiervon werden signierte und datierte Exemplare im British Museum in London ausgestellt, weitere befinden sich in Paris. Die Birnenform ist ein charakteristisches Merkmal für abārīq der mamlukischen Periode. Für aus Keramik gefertigten Exemplare gilt, dass diese sich an der Form von Krügen aus anderen Materialien orientiert. Einfarbig glasierte Exemplare mit Reliefs, einem geriffelten oder zylindrischem Körper und einem nach oben gezogenen Ausguss kommen typischerweise im Persien des 6. und 7. Jahrhunderts vor.

## Materialien
Für die Herstellung wurden verschiedene Materialien wie beispielsweise Kupfer verwendet, einige hatten Inlays aus Silber. Wieder andere wurden aus Keramik gefertigt.